# André Schmucki

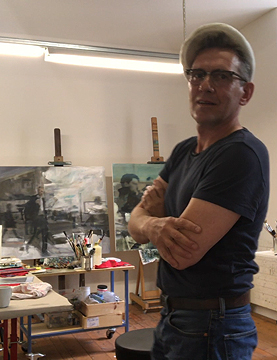
André Schmucki, 2017

André-Gilbert Schmucki (* 31. Januar 1967 in St. Gallen; † 6. Juli 2019 in Luzern) war ein Schweizer Künstler, Maler, Grafiker und Fotograf.

## Leben
Schmucki studierte 1990 an der F+F Schule für Kunst und Mediendesign in Zürich und 1997 an der Hochschule Luzern. Erste Ausstellungen hatte er in den 1990er Jahren in Luzerner und Zürcher Galerien sowie erstmals 1997 im Kunstmuseum Luzern in der Jahresausstellung Innerschweizer Künstler. Von 2001 bis 2019 arbeitete Schmucki neben seiner künstlerischen Tätigkeit beim Strasseninspektorat der Stadt Luzern.

## Werk
In seinen Bildern setzte Schmucki einen Materialmix von Fotos, (bearbeiteten) Zeitungs- und Videoausschnitten ein. Sie sind oft dominiert von eher dunklen Farben, häufig werden Szenen dargestellt, die zugleich realistisch und unbestimmt wirken. Sein Werk beschäftigte sich mit dem  Unbewussten und Traumartigen.

## Ausstellungen (Auswahl)
- 1997: Kunstmuseum Luzern: Jahresausstellung Innerschweizer Künstler
- 1999: Kunstmuseum Luzern: Werkbeitrag Stadt Luzern
- 2013: Phoenix Galerie, Köln: André Schmucki / Peer Boehm
- 2013: Galerie im Zöpfli, Luzern
- 2014: Galerie Lux, Berlin: Andres Hild und André Schmucki
- 2014: Galerie Display, Köln: DA-zwischen
- 2015: Galerie Artdocks, Bremen: André Schmucki - Joseba Eskubi
- 2015: Galerie im Zöpfli, Luzern
- 2016: Galerie Störpunkt, München: Half a pound of Art (Gruppenausstellung)
- 2016: BSA Showroom, Berlin
- 2016: Galleria Wolf, Ascona: Stefan Aufdermaur - Laura Pellegrinelli - André Schmucki
- 2017: Kunstlievend Genootschap Pictura, Groningen: Immanence. Contemporary Notes On The History Of European Realism (Gruppenausstellung)[4]
- 2017: Kunst PROJEKTE: Suspended Memorys
- 2017: Galaria Fravi, Domat/Ems: Das Antlitz